# Sokos (warenhuizen)
Sokos is een warenhuisketen in Finland, die sinds 1952 actief is. Het is onderdeel van de S Group, die ook de hotelketen Sokos Hotels exploiteert.

## Warenhuizen
Het eerste warenhuis werd in 1952 geopend in Helsinki en is nog steeds de vlaggenschipwinkel van de keten.
Begin 2021 telt de warenhuisketen 20 filialen in Finland. het assortiment in de warenhuizen is afhankelijk van de grootte van het filiaal. De grotere filialen hebben vaak een supermarkt S-market en een restaurant in huis. De Sokos warenhuisfilialen bevinden zich in: Helsinki (centrum en Kaari), Joensuu, Jyväskylä, Kajaani, Kotka, Kouvola, Kuopio, Lahti, Lohja, Mikkeli, Oulu (Winkelcentrum Valkea), Pori, Porvoo, Raisio (Winkelcentrum Mylly), Rovaniemi, Salo, Savonlinna, Tampere, Turku (Wiklund).
Naast de Sokos warenhuizen exploiteert het bedrijf de Sokos Emotion winkels. Dit zijn cosmeticawinkels, die vooral gevestigd zijn in stadscentra en winkelcentra. In 2021 telde deze keten 34 filialen.